# Betty Pallas
Betty Pallas (* 14. März 1910 in Solingen; † 29. Januar 1988) war eine Kommunal- und Landespolitikerin der KPD.
Pallas war nach Besuch der Volksschule und Berufsschule Arbeiterin und Hausfrau.
Sie war nach dem Ende der nationalsozialistischen Herrschaft Mitglied in der ernannten Stadtverordnetenversammlung und ab 1947 Mitglied der gewählten Stadtverordnetenversammlung in Solingen. 
Pallas gehörte dem ernannten Landtag von Nordrhein-Westfalen in den Jahren 1946 und 1947 an. Als Nachrückerin war sie ab 1952 bis 1954 Mitglied des gewählten Landtags von Nordrhein-Westfalen.